# Budka żeleznoj dorogi 12 km
Budka żeleznoj dorogi 12 km (ros. Будка железной дороги 12 км, Ж/д Будка-12 км, 12 км) – wieś (ros. деревня, trb. dieriewnia) w zachodniej Rosji, w osiedlu wiejskim Diwasowskoje rejonu smoleńskiego w obwodzie smoleńskim.

## Geografia
Miejscowość położona jest przy drodze magistralnej M1 «Białoruś», 5,5 km od drogi regionalnej 66N-1807 (Awtozaprawocznoj Stancyi – Smoleńsk), 8 km od drogi federalnej R120 (Orzeł – Briańsk – Smoleńsk – Witebsk), 2 km od centrum administracyjnego osiedla wiejskiego (Diwasy), 11 km od Smoleńska, 7 km od najbliższej stacji kolejowej (Krasnyj Bor).

## Demografia
W 2016 r. miejscowość zamieszkiwała 1 osoba.

## Historia
W czasie II wojny światowej od lipca 1941 roku miejscowość była okupowana przez hitlerowców. Wyzwolenie nastąpiło we wrześniu 1943 roku.